# Cloporte
Oniscidea
Sous-ordre
Les cloportes ou porcellions sont des crustacés formant le sous-ordre des Oniscidea dans l'ordre des isopodes, avec plus de 4 000 espèces connues, dont 218 en France. L'espèce la plus répandue est le cloporte commun (Armadillidium vulgare).
Selon les régions, notamment en France et en Belgique, les cloportes sont appelés cochons de saint Antoine, cochons de cave, cochons de mur, poux de loup, poux de bois, poux de cochon, cochon gras, sanglier, cochons d'Inde ou cobayes, truies.

## Étymologie
Selon le Trésor de la langue française, l'origine du terme cloporte est incertaine, deux hypothèses ayant été émises :
1. Selon une hypothèse jugée plus crédible, et reprise par plusieurs auteurs, cloporte vient du verbe clore et du nom porte, et ferait allusion à l'habitude de cet animal de s'enrouler sur lui-même quand on le touche ;
2. Selon une autre hypothèse moins bien étayée, il s'agirait d'une altération de l'ancien terme reconstruit *croteporque, qui signifierait littéralement « porc de grotte ».

## Caractéristiques
Le cloporte est l'un des deux seuls crustacés entièrement terrestres, (avec une crevette arboricole). Les cloportes vivent principalement sous les vieilles souches ou sous les feuilles mortes, afin de se protéger du soleil.
Ils sont munis d'un exosquelette rigide, segmenté, de couleur jaunâtre-brun pâle (plutôt chez les jeunes) à noirâtre en passant par le gris ardoise. Leur carapace est parfois presque transparente. Elle est composée de calcaire, de phosphate de calcium et de chitine.

### Morphologie

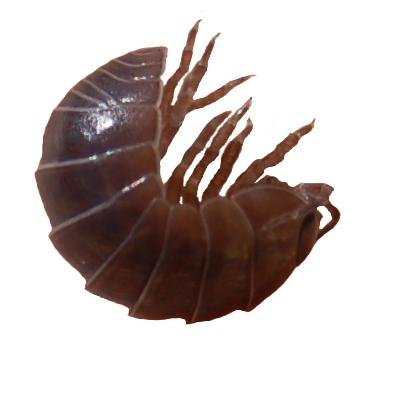
Cloporte commun (Armadillidium vulgare)

Le corps des cloportes est constitué de différents métamères associés en trois parties différentes : la tête, le thorax et l'abdomen.
- La tête, ou céphalon, porte les organes sensoriels (yeux composés, deux paires d'antennes, dont une très réduite et difficilement observable) et les pièces buccales.
- Le thorax, ou péréion, est composé de sept segments. La partie ventrale de chaque segment porte une paire de pattes marcheuses. Le cloporte possède ainsi 14 pattes. Ce critère facilement observable permet de le différencier des insectes.
- L’abdomen, ou pléon, composé de cinq segments, porte les organes respiratoires et reproducteurs. Les cloportes respirent par des branchies contenues dans de petites poches remplies d'eau. Ces poches sont limitées par de fines membranes permettant l'échange des gaz respiratoires avec l'atmosphère.

### Alimentation
Les cloportes sont des détritiphages qui s’alimentent de matière végétale en décomposition. Ils contribuent ainsi au recyclage de la nécromasse et permettent un retour plus rapide des nutriments dans le sol. Ils peuvent aussi s'attaquer aux végétaux vivants, aux racines, aux fruits, etc., mais ils ne représentent pas pour autant une menace pour les cultures. En élevage, vous pouvez leur donner tout type de fruits et légumes. Ils raffolent également de paillettes pour poissons. Ils ont également besoin d’une source de calcium pour développer leur carapace, les os de seiches sont donc très utilisés dans l’élevage de cloportes.

### Cycle de vie et reproduction
Les cloportes vivent entre 2 et 4 ans en effectuant des mues mensuelles. Ils atteignent la maturité sexuelle à l'âge de 3 mois à 1 an, selon les espèces.

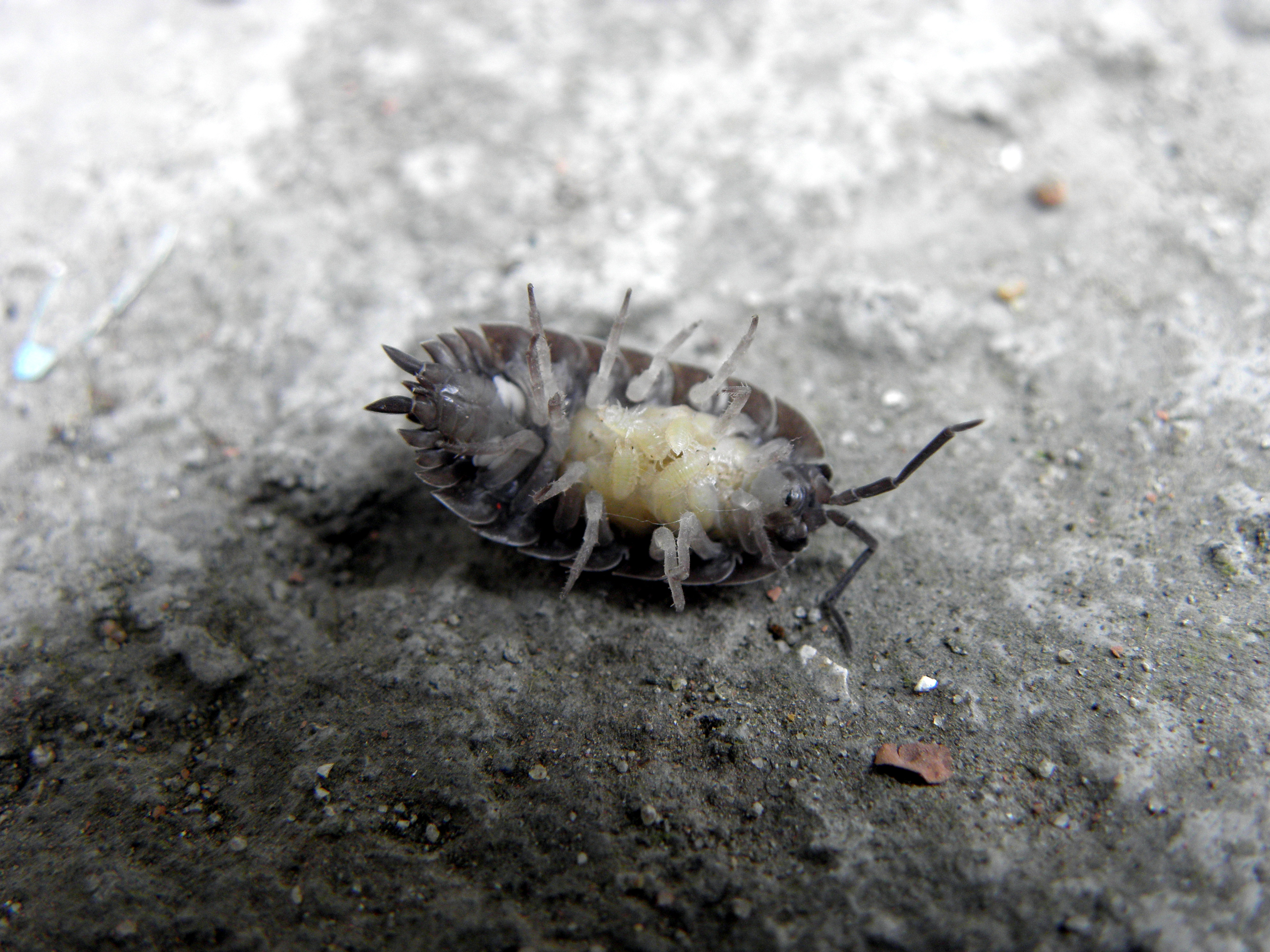
Cloporte avec sa couvée sur le ventre

Un cloporte femelle maintient les œufs fertilisés en dessous de son corps dans une poche incubatrice appelée marsupium. Après un mois d'incubation, la mère semble alors « donner naissance » à sa progéniture (voir vidéo ci-contre).

### Comportement
Certaines espèces de cloportes peuvent se rouler en boule quand elles se sentent menacées, ne laissant que leur dos blindé exposé (volvation). Ils se distinguent des gloméris (mille-pattes) par le nombre plus important de plaques tergales lorsqu'ils sont en boule.
Les cloportes peuvent former de larges agrégats qui leur permettent de résister plus longtemps à la dessiccation. Ce comportement d'agrégation observé chez les cloportes est une première étape dans l'évolution de la socialité (démontré chez Porcellio scaber). Certaines espèces inféodées aux déserts, par exemple Hemilepistus reaumuri, vivent en famille ou en couple et élèvent leurs jeunes dans un terrier.

## Habitat
Les cloportes sont lucifuges et habituellement nocturnes. Cela les pousse à rechercher des endroits sombres et humides qu'ils colonisent en groupes. Ils se rencontrent par exemple sous les feuilles ou les écorces, dans le bois mort, dans les anfractuosités rocheuses ou dans les caves et dans les trompettes de la mort.
Une étude sur les macroinvertébrés du sol en forêt de type méditerranéen et dans le sud de la Russie, à partir de 144 échantillons de sol intact (76 cm2 chacun), a montré une abondance moyenne d'isopodes de 166,3 ± 16,0 indiv./m2 (12 % de l'abondance totale de la macrofaune dans ces cas), avec une biomasse moyenne de 3,5 g/m2 (environ 21 % de la biomasse totale de la macrofaune). Trois genres de cloportes (Armadillidium, Cylisticus (en) et Trachelipus (en)) occupaient les sites échantillonnés. Ces deux derniers genres, Cylisticus et Trachelipus, représentaient 93 % du total des populations d'isopodes. Les chercheurs ont aussi constaté une répartition spatiale très hétérogène (les auteurs recommandent 40 échantillons au moins pour estimer l'abondance d'isopodes dans un sol forestier brun). Leur répartition semble notamment influencée par la masse de la litière, sa teneur en nourriture, son pH (plutôt neutre à très légèrement acide ; pH:6,79), une bonne rétention d'eau (70,9 %).
Globalement, concernant les milieux qu'elles occupent, on peut distinguer des espèces : 
- halophiles, par exemple Ligia oceanica. En effet, les cloportes sont issus directement des isopodes marins, sans être passés par un stade lié à l'eau douce. Ainsi, un grand nombre d'espèces sont halophiles, et ne s'éloignent pas du rivage de la mer, se nourrissant dans les amas d'algues ou sur les rochers.
- littorales, par exemple Halophiloscia hirsuta ;
- sabulicoles, habitant dans le sable des rives, par exemple Porcellio scaber, Tylos latreilli ;
- paludicoles, liées aux marais, par exemple Ligidium hypnorum (en) ;
- praticoles, liées aux prairies, par exemple Chaelophiloscia elongata, Trachelipus rathkei ;
- sylvicoles, propres aux forêts, par exemple Trachelipus ratzeburgi, Armadillidium pulchellum ;
- humicoles, vivant dans l'humus, les feuilles mortes, le bois pourri, par exemple la plupart des Trichoniscus et Haplophthalmus ;
- corticicoles, qui vivent parmi les écorces, surtout en hiver, par exemple le cloporte rugueux (Porcellio scaber) ;
- alticoles, qui vivent en altitude, comme Porcellio pyrenaeus ;
- calcicoles, comme Porcellio spinicornis, qui vivent dans les causses, des plateaux calcaires ;
- troglophiles, habitant les lieux sombres comme les caves, comme Chaetophiloscia dentiger, ou le milieu souterrain comme Androniscus dentiger[14] et Oniscus asellus[15] ;
- cavernicoles, habitant dans les grottes, toujours dépigmentés, et sans appareil oculaire, comme Finaloniscus, Alpioniscus, Scotoniscus, Spelaeonethes ;
- endogées, c'est-à-dire vivant dans le sol, souvent des espèces reliques qui sont entrées dans le sol pour survivre et souvent localisées ;
- myrmécophiles, c'est-à-dire vivant en association avec les fourmis, comme les Platyarthrus, dépigmentées et aveugles ;
- synanthropes, vivant au voisinage des humains ; dans les jardins, les fumiers et composts, les maisons, les hangars, comme Oniscus asellus, Porcellionides pruinosus (en), Porcellio scaber, Porcellio dilatatus (en), Porcellio laevis (en), Cylisticus convexus (en) et Armadillidium vulgare.

## Répartition
Les cloportes se rencontrent sur tous les continents, excepté les régions polaires. Ils sont particulièrement nombreux dans les zones tropicales humides. Certaines espèces sont cosmopolites et associées aux activités humaines (Porcellionides pruinosus, Porcellio laevis). D'autres sont expansives, parce que les conditions actuelles de climat leur sont favorables[Quoi ?]. C'est souvent le cas d'une seule espèce à l'intérieur d'un genre : Ligidium hypnorum, Tiroloscia exigua, Oniscus asellus, Philoscia muscorum, Platyarthrus hoffmannseggii (en), Armadillidium nasatum (en), ou Armadillo officinalis, etc. Leur expansion dépend de facteurs comme la teneur en sel, la teneur en calcaire, l'hygrométrie de l'air et la température. Toutefois, un grand nombre d'espèces peuvent être considérées comme des espèces reliques, dont certaines sont endémiques, et ont une distribution limitée, surtout dans les régions montagneuses.

## Bioindication
Plusieurs espèces de cloportes sont utilisées comme bioindicateurs ou biointégrateurs, dont le Cloporte rugueux[réf. nécessaire], pour l'étude des impacts de sols pollués.

## Taxonomie

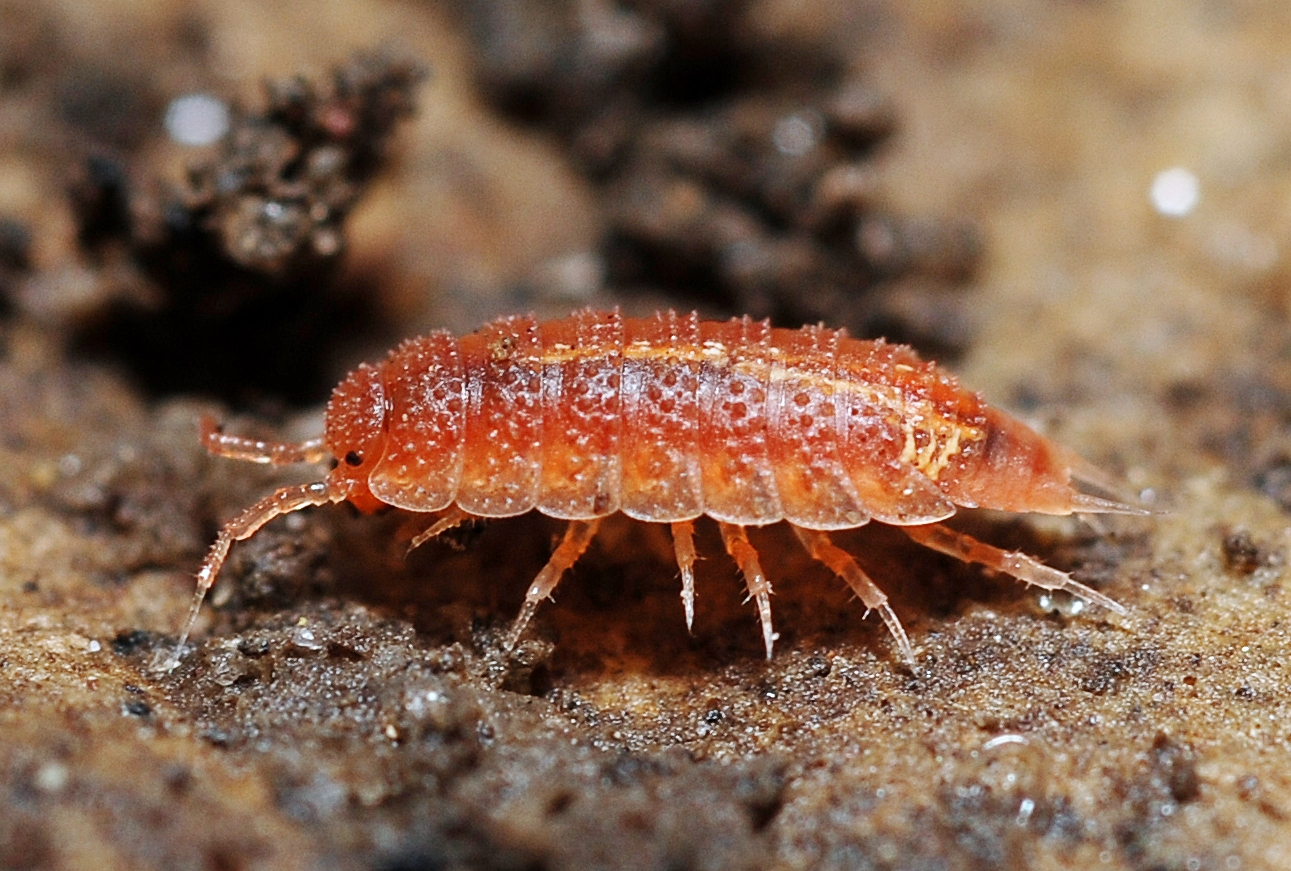
Androniscus dentiger

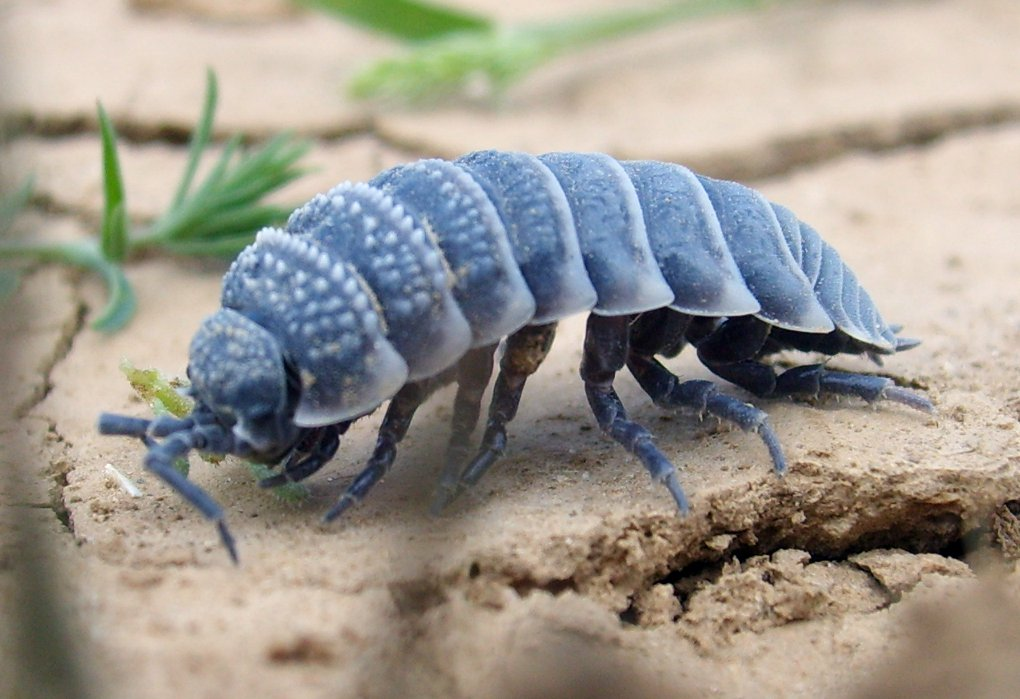
Hemilepistus reaumuri

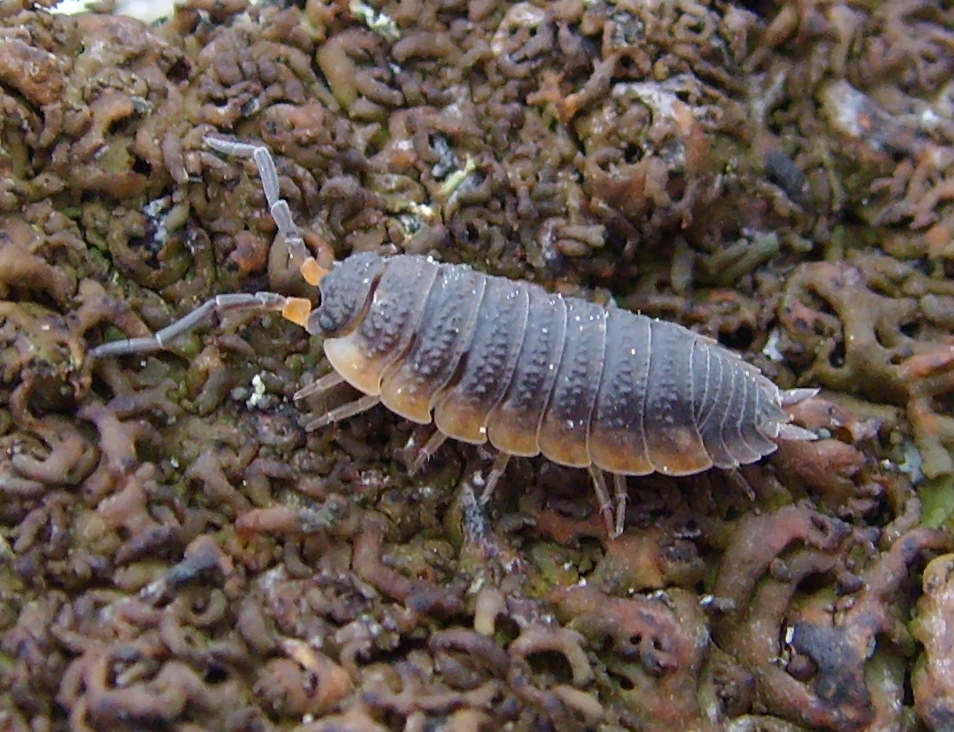
Porcellio scaber

Liste des familles :
- Infra-ordre/Section Diplocheta
  - Ligiidae
- Infra-ordre Holoverticata
- Section : Tylida
  - Tylidae
- Section : Microcheta
  - Mesoniscidae
- Section : Synocheta
  - Buddelundiellidae
  - Schoebliidaek
  - Styloniscidae
  - Titaniidae
  - Trichoniscidae
  - Tunanoniscidae
- Section : Crinocheta
  - Agnaridae
  - Alloniscidae
  - Armadillidae
  - Armadillidiidae
  - Balloniscidae
  - Bathytropidae
  - Berytoniscidae
  - Cylisticidae
  - Delatorreidae
  - Detonidae
  - Eubelidae
  - Halophilosciidae
  - Olibrinidae
  - Oniscidae
  - Philosciidae
  - Platyarthridae
  - Porcellionidae
  - Pudeoniscidae
  - Rhyscotidae
  - Scleropactidae
  - Scyphacidae
  - Spelaeoniscidae
  - Stenoniscidae
  - Tendosphaeridae
  - Trachelipodidae

## Zoomorphisme et autres acceptions
En espagnol, armadillo (« cloporte » en castillan) a pris par métonymie le sens de « tatou » en sud-américain (Argentine).
En argot, le terme de cloporte désigne un concierge, soit en raison de l'obscurité supposée de sa loge, soit par jeu de mots sur sa fonction (il clôt la porte). Par extension, le terme désigne une personne âgée peu dynamique, une personne qui se coupe du monde comme un ermite, une personne antisociale ou un misérable ; sous forme d'apostrophe (Espèce de cloporte), l'expression est une insulte (utilisée de temps à autre par le capitaine Haddock).
Alphonse Boudard a écrit un roman intitulé La Métamorphose des cloportes, dont un film a été tiré. Les cloportes y sont les anciens associés d'un détenu qui rumine sa vengeance à leur encontre alors qu'ils l'ont « lâché » et sont devenus des gens rangés et honorables.
Des personnages de cloportes nommés Tuck et Roll apparaissent dans le film familial de Pixar, 1 001 Pattes,.
Dans la série Bienvenue chez les Mouche (Lloyd of the Flies), Abacus Woodlouse, le meilleur ami de Louis, est un cloporte.

## Dans la culture populaire

### Littérature et cinéma
Le film policier franco-italien La Métamorphose des cloportes, réalisé par Pierre Granier-Deferre et sorti en 1965, est une adaptation du roman d'Alphonse Boudard qui porte le même titre.
Le roman Les Cloportes est un récit signé Jules Renard, publié en 1919, et le roman Extermination des cloportes, publié en 2011, est un écrit de Philippe Ségur.

### Élevage
Ces crustacés peuvent servir de nourriture complémentaire pour certains animaux, tels que des lézards ou certains amphibiens, car ils sont très nutritifs, pauvres en gras et riches en plusieurs minéraux, dont le calcium. Ils sont également utiles aux amateurs de terrariums plantés ou terrariums bioactifs, et peuvent même servir, dans certains cas, d'animaux de compagnie. En raison de leur alimentation très diverse qui peut comprendre toute sorte de détritus, ils peuvent être les vecteurs de transmission de différents parasites et même de virus[réf. à confirmer].